# Noordlaarder Westpolder
De Noordlaarder Westpolder is een voormalig waterschap in de provincie Groningen.
Het schap lag op de Hondsrug ten westen van Noordlaren. De noordgrens lag halverwege de Leemweg en de Vogelzangsteeg, de oostgrens werd gevormd door de Lageweg door Noordlaren. Een deel van de gronden tussen de Vogelzangsteeg en de Kampsteeg behoorden niet tot het schap, terwijl het gedeelte tussen het dorp en het Zuidlaardermeer ten zuiden van de Meester Koolweg er wel toe behoorde. De zuidgrens was de provinciegrens van Groningen met Drenthe en de westgrens werd gevormd door de Drentsche Aa tot het punt waar deze de spoorlijn kruist. Vandaar liep de grens in een ongeveer rechte lijn naar het noordoosten.
De gronden waterden grotendeels vrij af, met uitzondering van de bemaling van de binnen het waterschap gelegen Westerlanden en Besloten Venen, die een eigen waterschap vormden. De feitelijk taak van het schap was dan ook het onderhoud van enkele wegen. Er werd echter geen aanslag opgelegd, omdat de onderhoudskosten konden worden betaald uit de opbrengst van de verhuur van de jachtrechten. Omdat ook het Groningse deel van het Noordlaarderbos binnen het waterschap lag, had het waterschap daarmee relatief het meeste bos (25%) van alle Groninger schappen binnen zijn grenzen.
Waterstaatkundig gezien ligt het gebied sinds 2000 binnen dat van het waterschap Hunze en Aa's.